# CAC CA-25 Winjeel
Le CAC CA-25 Winjeel était un avion militaire australien des années 1950.

### Aéronefs comparables
- Valmet Vihuri
- Hunting Percival Provost
- Fokker S.11 Instructor